# الذكاء الاصطناعي والانتخابات
مع تزايد انتشار الذكاء الاصطناعي، هناك قلق متزايد بشأن كيفية تأثير ذلك على الانتخابات. تشمل الأهداف المحتملة للذكاء الاصطناعي العمليات الانتخابية، ومكاتب الانتخابات، ومسؤولي الانتخابات، وبائعي الانتخابات.

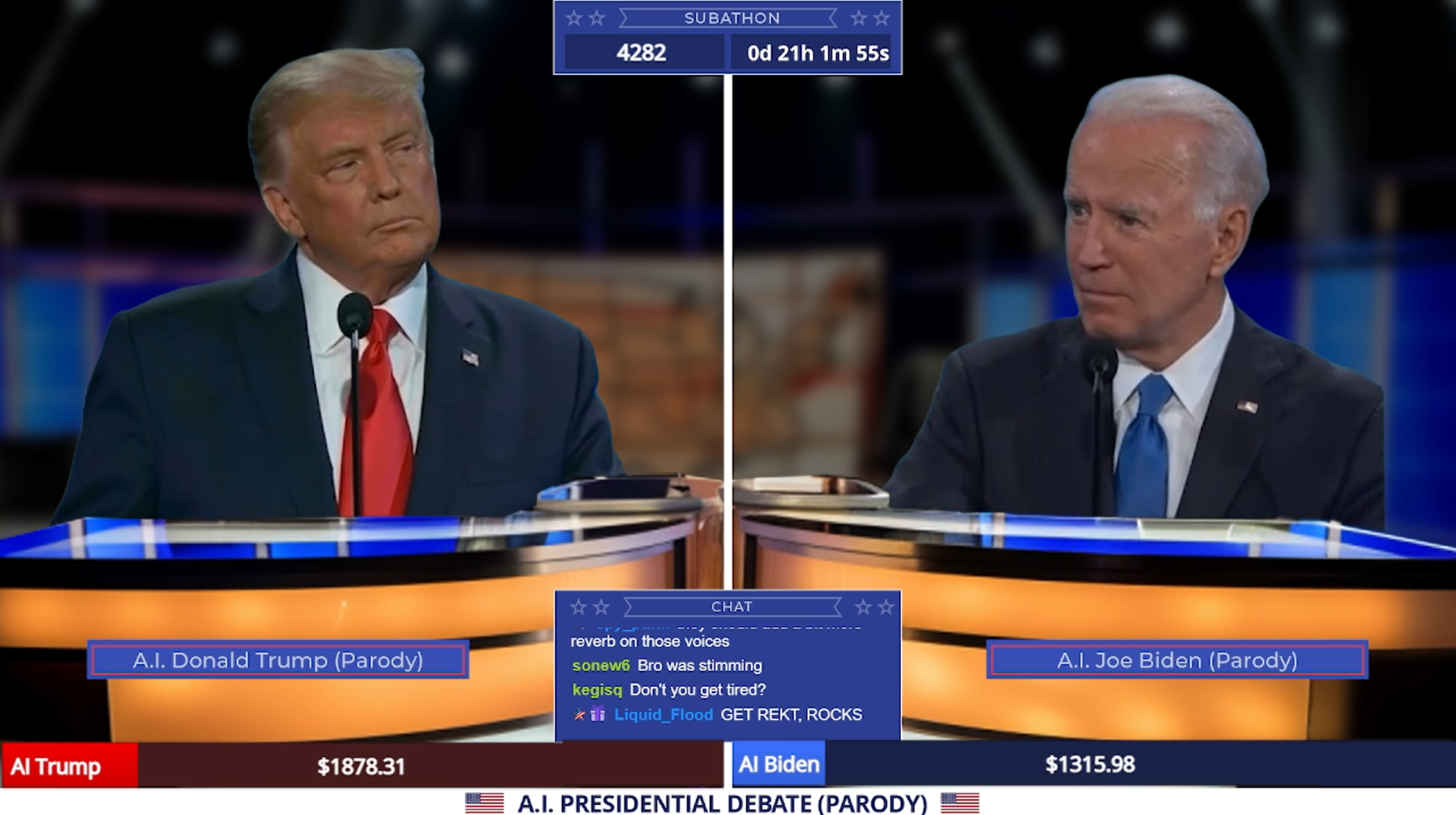
لقطة شاشة لمقطع فيديو مزيف من يونيو 2023 يظهر مناظرة تم إنشاؤها بواسطة الذكاء الاصطناعي بين دونالد ترامب وجو بايدن مأخوذة من قناة تويتش

## التكتيكات
تسمح قدرات الذكاء الاصطناعي التوليدية بإنشاء محتوى مضلل. تتضمن الأمثلة على ذلك تحويل النص إلى فيديو، ومقاطع الفيديو المزيفة، وتحويل النص إلى صورة، والصورة المعدلة بالذكاء الاصطناعي، وتحويل النص إلى كلام، واستنساخ الصوت، وتحويل النص إلى نص. في سياق الانتخابات، قد يؤدي مقطع فيديو مزيف لمرشح إلى نشر معلومات لا يؤيدها المرشح. يمكن أن تنشر برامج المحادثة الآلية معلومات مضللة تتعلق بمواقع الانتخابات أو أوقاتها أو أساليب التصويت. وعلى النقيض من الجهات الخبيثة في الماضي، تتطلب هذه التقنيات القليل من المهارة التقنية ويمكن أن تنتشر بسرعة.

## الاستخدام حسب البلد

### الأرجنتين

#### انتخابات 2023
خلال الانتخابات التمهيدية الأرجنتينية عام 2023 ‏، قام فريق خافيير ميلي ‏ بتوزيع صور تم إنشاؤها بواسطة الذكاء الاصطناعي بما في ذلك صورة مفبركة لمنافسه سيرجيو ماسا وحصد 3 ملايين مشاهدة. أنشأ الفريق أيضًا حسابًا غير رسمي على إنستغرام بعنوان «الذكاء الاصطناعي للوطن». كما قام فريق سيرجيو ماسا أيضًا بتوزيع صور ومقاطع فيديو تم إنشاؤها بواسطة الذكاء الاصطناعي.

### بنغلاديش

#### انتخابات 2024
في الفترة التي سبقت الانتخابات العامة في بنغلاديش عام 2024، ظهرت مقاطع فيديو مزيفة لسياسيات المعارضة. تم تصوير رومين فرحانة وهي ترتدي بيكيني بينما ظهر نيبون راي في حمام السباحة.

### كندا

#### انتخابات 2025
في الفترة التي تسبق الانتخابات الفيدرالية الكندية لعام 2025، من المرجح أن يكون استخدام أدوات الذكاء الاصطناعي بارزًا. ومن المتوقع أن تبذل الهند وباكستان وإيران جهودا لتقويض التصويت الوطني باستخدام حملات التضليل لخداع الناخبين والتأثير على مجتمعات الشتات.
في تقرير صادر عن المركز الكندي للأمن السيبراني بعنوان «التهديدات السيبرانية للعملية الديمقراطية في كندا: تحديث 2025»، ذكر أن الجهات الخبيثة بما في ذلك الصين وروسيا: «من المرجح أن تستخدم الذكاء الاصطناعي التوليدي كوسيلة لإنشاء ونشر المعلومات المضللة، المصممة لزرع الانقسام بين الكنديين ودفع الروايات المؤاتية لمصالح الدول الأجنبية».

### فرنسا

#### انتخابات 2024
في الانتخابات التشريعية الفرنسية لعام 2024، ظهرت مقاطع فيديو مزيفة تدعي: 1) أنها تظهر عائلة مارين لوبان. في مقاطع الفيديو، تظهر شابات، يفترض أنهن بنات شقيقة لوبان، وهن يتزلجن ويرقصن على الشاطئ «بينما يسخرن من الأقليات العرقية في فرنسا»: ومع ذلك، فإن أفراد الأسرة هؤلاء غير موجودين. وعلى وسائل التواصل الاجتماعي كان هناك أكثر من 2 مليون مشاهدة. ii) في مقطع فيديو شوهد على وسائل التواصل الاجتماعي، ظهر مقطع فيديو مزيف من بث قناة فرانس 24 ليشير إلى أن القيادة الأوكرانية «حاولت استدراج الرئيس الفرنسي إيمانويل ماكرون إلى أوكرانيا لاغتياله ثم إلقاء اللوم في وفاته على روسيا».

### غانا

#### انتخابات 2024
خلال الأشهر التي سبقت الانتخابات العامة الغانية في ديسمبر 2024 ‏، تم استخدام شبكة مكونة من 171 حسابًا مزيفًا على الأقل لنشر رسائل غير مرغوب فيها على وسائل التواصل الاجتماعي. تم استخدام المنشورات من قبل مجموعة تم تحديدها باسم «@TheTPatriots» للترويج للحزب الوطني الجديد، على الرغم من أنه من غير المعروف ما إذا كان الاثنان مرتبطين. من المرجح للغاية أن تكون جميع منشورات الشبكات قد تم إنشاؤها بواسطة ChatGPT ويبدو أنها «أول شبكة حزبية سرية تستخدم الذكاء الاصطناعي للتأثير على الانتخابات في غانا». كما تعرض حزب المؤتمر الوطني الديمقراطي المعارض لانتقادات شديدة، حيث وُصف زعيمه جون ماهاما بأنه سكير.

### الهند

#### انتخابات 2024
في الانتخابات العامة الهندية لعام 2024، استخدم السياسيون مقاطع فيديو مزيفة في مواد حملاتهم الانتخابية. وتضمنت هذه المقاطع المزيفة سياسيين ماتوا قبل الانتخابات. نشر حزب ماثوفيل كارونانيدي ‏ صورته على الرغم من وفاته في عام 2018. أظهر مقطع فيديو نشره حزب الاتحاد التقدمي لعموم الهند آنا درافيديان مقطعًا صوتيًا لجايارام جايالاليثا على الرغم من وفاتها في عام 2016. وحدة تحليل التزييف العميق (DAU) عبارة عن منصة مفتوحة المصدر تم إنشاؤها في مارس 2024 ليتمكن الجمهور من مشاركة المحتوى المضلِّل وتقييم ما إذا كان قد تم إنشاؤه بواسطة الذكاء الاصطناعي.
كما تم استخدام الذكاء الاصطناعي لترجمة الخطب السياسية في الوقت الحقيقي. وقد تم استخدام هذه القدرة على الترجمة على نطاق واسع للوصول إلى عدد أكبر من الناخبين.

### أيرلندا

#### انتخابات 2024
في الأسابيع الأخيرة من الانتخابات العامة الأيرلندية لعام 2024، ‏ ظهر ملصق انتخابي مزيف في دبلن يظهر فيه «مرشح تم إنشاؤه بواسطة الذكاء الاصطناعي بثلاثة أذرع». المرشح اسمه ايدان اروين، لكن لم يترشح أحد في الانتخابات بهذا الاسم. يقول الشعار الموجود على الملصق «ضع الأمور في أيدي الذكاء الاصطناعي». يُظهر الملصق الانتخابي المقنع رجلاً «له ستة أصابع في إحدى يديه، وثلاثة أذرع، وإبهام مشوه».

### نيوزيلندا

#### انتخابات 2023
في مايو 2023، وقبل الانتخابات العامة النيوزيلندية لعام 2023 ‏ في أكتوبر 2023، نشر الحزب الوطني النيوزيلندي «سلسلة من الإعلانات السياسية المولدة بواسطة الذكاء الاصطناعي» على حسابه على إنستغرام. بعد تأكيد أن الصور مزيفة، قال متحدث باسم الحزب إنها «طريقة مبتكرة لتعزيز وسائل التواصل الاجتماعي لدينا».

### باكستان

#### انتخابات 2024
تم استخدام الذكاء الاصطناعي من قبل رئيس الوزراء السابق المسجون عمران خان وفريقه الإعلامي في الانتخابات العامة الباكستانية لعام 2024 ‏ : i) تمت إضافة صوت تم إنشاؤه بواسطة الذكاء الاصطناعي لصوته إلى مقطع فيديو وتم بثه في تجمع افتراضي. ii) ادعى خان لاحقًا في مقال رأي في مجلة الإيكونوميست أنه كتبه الذكاء الاصطناعي، وهو ما أنكره فريقه لاحقًا.  وقد حظيت المقالة بإعجاب ومشاركات الآلاف من المستخدمين على وسائل التواصل الاجتماعي.

### جنوب إفريقيا

#### انتخابات 2024
في الانتخابات العامة في جنوب إفريقيا عام 2024 ‏، كان هناك العديد من استخدامات محتوى الذكاء الاصطناعي: i) ظهر مقطع فيديو مزيف لجو بايدن على وسائل التواصل الاجتماعي يظهر فيه وهو يقول «إن الولايات المتحدة ستفرض عقوبات على جنوب إفريقيا وتعلنها دولة معادية إذا فاز المؤتمر الوطني الأفريقي (ANC)». 2) في مقطع فيديو مزيف، ظهر دونالد ترامب وهو يؤيد حزب أومخونتو وسيزوي. تم نشره على وسائل التواصل الاجتماعي وتمت مشاهدته أكثر من 158،000 مرة. iii) قبل أقل من ثلاثة أشهر من الانتخابات، أظهر مقطع فيديو مزيف مغني الراب الأمريكي إيمينيم وهو يؤيد حزب المقاتلين من أجل الحرية الاقتصادية بينما ينتقد المؤتمر الوطني الأفريقي. تمت مشاهدة الفيديو المزيف على وسائل التواصل الاجتماعي أكثر من 173،000 مرة.

### كوريا الجنوبية

#### انتخابات 2022
في الانتخابات الرئاسية الكورية الجنوبية لعام 2022، أصدرت لجنة المرشح الرئاسي يون سوك يول روبوتًا ذكيًا يُدعى «آل يون سوك يول» والذي سيقوم بالدعاية في الأماكن التي لا يستطيع المرشح الذهاب إليها. قدم المرشح الرئاسي الآخر لي جاي ميونج روبوت محادثة قدم معلومات حول تعهدات المرشح.

#### انتخابات 2024
تم استخدام تقنية التزييف العميق لنشر معلومات مضللة قبل الانتخابات التشريعية الكورية الجنوبية عام 2024، حيث أفاد أحد المصادر بوقوع 129 انتهاكًا لقوانين الانتخابات باستخدام تقنية التزييف العميق خلال فترة أسبوعين.
استضافت سيول قمة الديمقراطية لعام 2024، وهي تجمع افتراضي لقادة العالم أطلقه الرئيس الأمريكي جو بايدن في عام 2021. ركزت القمة على التهديدات الرقمية للديمقراطية بما في ذلك الذكاء الاصطناعي والتزييف العميق.

### تايوان

#### انتخابات 2024
تم استخدام المحتوى الذي تم إنشاؤه بواسطة الذكاء الاصطناعي خلال الانتخابات الرئاسية التايوانية لعام 2024. ومن بين وسائل الإعلام: أ) مقطع فيديو مزيف للأمين العام للحزب الشيوعي الصيني شي جين بينج والذي أظهره وهو يدعم الانتخابات الرئاسية. تم نشر الفيديو على وسائل التواصل الاجتماعي، وتم تداوله على نطاق واسع، وكان مصحوبًا في كثير من الأحيان «بادعاءات بأن شي يدعم مرشحين من أحد حزبي المعارضة». 2) في مقطع فيديو مزيف، يظهر عضو الكونجرس الأمريكي روب ويتمان وهو يدعم الحزب الديمقراطي التقدمي التايواني. يُظهر الفيديو قوله إن الولايات المتحدة ستزيد دعمها العسكري، مُسرِّعةً «جميع مبيعات الأسلحة إلى تايوان». وقد عُرض على منصات التواصل الاجتماعي المختلفة.

### المملكة المتحدة

#### انتخابات 2024
قدم مركز التكنولوجيا الناشئة والأمن تقريراً عن التهديد الذي تشكله الذكاء الاصطناعي للانتخابات العامة في المملكة المتحدة في عام 2024. وأشارت نتائج التقارير إلى أن تأثير الذكاء الاصطناعي محدود ولكنه قد يلحق الضرر بالنظام الديمقراطي.
في الفترة التي سبقت الانتخابات العامة في المملكة المتحدة عام 2024، انتشرت مقاطع فيديو تم إنشاؤها بواسطة الذكاء الاصطناعي على نطاق واسع على وسائل التواصل الاجتماعي بما في ذلك: أ) أظهر مقطع فيديو مزيف رئيس الوزراء آنذاك ريشي سوناك وهو يدعي أنه «سيطلب إرسال الشباب الذين تبلغ أعمارهم 18 عامًا إلى مناطق الحرب النشطة في قطاع غزة وأوكرانيا كجزء من خدمتهم الوطنية». حصد الفيديو أكثر من 400 ألف مشاهدة. ii) أظهر مقطع فيديو مزيف رئيس الوزراء كير ستارمر «وهو يشتم أحد الموظفين بشكل متكرر». وتضمنت تعليقات الملصق الأصلي وصف ستارمر بأنه «متنمر مثير للاشمئزاز». ورفض موقع التواصل الاجتماعي الذي يعرض الفيديو حذفه رغم الطلبات.
قام رجل الأعمال ستيف إنداكوت من جنوب إنجلترا بإنشاء «ستيف الذكاء الاصطناعي»، وهو تجسيد للذكاء الاصطناعي ليكون وجه حملته الانتخابية لعضوية البرلمان.

### الولايات المتحدة

#### انتخابات 2024
صرح مسؤولون من مكتب مدير الاستخبارات الوطنية ومكتب التحقيقات الفيدرالي أن روسيا وإيران والصين استخدمت أدوات الذكاء الاصطناعي التوليدية لإنشاء نصوص وصور ومقاطع فيديو ومحتوى صوتي مزيف ومثير للانقسام لتعزيز العداء لأمريكا والانخراط في حملات التأثير السرية. وُصِف استخدام الذكاء الاصطناعي بأنه مُسرِّع وليس تغييرًا ثوريًا للتأثير على الجهود. من غير المرجح أن يتم التوصل إلى حل لتنظيم الذكاء الاصطناعي فيما يتعلق بالانتخابات خلال معظم موسم الانتخابات العامة في الولايات المتحدة لعام 2024.
استخدمت حملة المرشح الجمهوري لعام 2024، دونالد ترامب، مقاطع فيديو مزيفة لمعارضين سياسيين في إعلانات الحملة وصور مزيفة تُظهر ترامب مع مؤيدين من السود. في عام 2023، بينما كان لا يزال يترشح لإعادة انتخابه، أعدت الحملة الرئاسية لجو بايدن فريق عمل للرد على الصور ومقاطع الفيديو التي تم التقاطها بواسطة الذكاء الاصطناعي.
كما اعترف مستشار ديمقراطي يعمل لدى دين فيليبس باستخدام الذكاء الاصطناعي لإنشاء مكالمة آلية استخدمت صوت جو بايدن لتثبيط مشاركة الناخبين.
لقد عملت الذكاء الاصطناعي التوليدي على زيادة كفاءة المرشحين السياسيين في جمع الأموال من خلال تحليل بيانات المانحين وتحديد المانحين المحتملين والجمهور المستهدف.

## التنظيم

### من قبل الحكومات

#### الفلبين
أصدرت لجنة الانتخابات (COMELEC) إرشادات بشأن استخدام الذكاء الاصطناعي، والتي سيتم تنفيذها بدءًا من الانتخابات العامة الفلبينية لعام 2025 ‏ بما في ذلك انتخابات برلمان بانجسامورو ‏ الموازية. ويلزم هذا القانون المرشحين بالكشف عن استخدام الذكاء الاصطناعي في مواد حملتهم الانتخابية ويحظر استخدام التكنولوجيا لنشر معلومات مضللة ضد منافسيهم. هذه هي المرة الأولى التي تصدر فيها لجنة الانتخابات إرشادات حول الحملات الانتخابية عبر وسائل التواصل الاجتماعي.

#### الولايات المتحدة
حاولت الولايات المتحدة تنظيم استخدام الذكاء الاصطناعي في الانتخابات والحملات الانتخابية بدرجات متفاوتة من النجاح. قام المؤتمر الوطني للهيئات التشريعية للولايات ‏ بتجميع قائمة بالتشريعات المتعلقة باستخدام الذكاء الاصطناعي من قبل الولايات اعتبارًا من عام 2024، وبعضها يحمل عقوبات مدنية وجنائية. يتطلب مشروع قانون مجلس الشيوخ في ولاية أوريغون رقم 1571 أن تكشف اتصالات الحملة في ولاية أوريغون عن استخدام الذكاء الاصطناعي. لقد أقرت ولاية كاليفورنيا تشريعًا يجعل استخدام التزييف العميق لتشويه سمعة المعارضين السياسيين أمرًا غير قانوني في غضون ستين يومًا من الانتخابات.

### التنظيم الذاتي من قبل الشركات الخاصة
بدأت ميدجورني، وهي أداة توليد صور بالذكاء الاصطناعي، في منع المستخدمين من إنشاء صور مزيفة لمرشحي الرئاسة الأمريكية لعام 2024. توصلت الأبحاث التي أجراها مركز مكافحة الكراهية الرقمية إلى أن مولدات الصور مثل ميدجورني وشات جي بي تي بلس ودريم ستوديو ومنشئ الصور من مايكروسوفت تنشئ صورًا تشكل معلومات مضللة تتعلق بالانتخابات في 41% من نصوص الاختبار التي جربوها. نفذت أوبن أيه آي سياسات لمواجهة المعلومات المضللة المتعلقة بالانتخابات مثل إضافة بيانات اعتماد رقمية إلى أصل الصورة ومصنف للكشف عن ما إذا كانت الصور تم إنشاؤها بواسطة الذكاء الاصطناعي.

## استخدام الذكاء الاصطناعي في التدخل في الانتخابات من قبل الحكومات الأجنبية
بدأ استخدام الذكاء الاصطناعي في التدخل في الانتخابات من قبل الحكومات الأجنبية. ومن بين الحكومات التي يُعتقد أنها تستخدم الذكاء الاصطناعي للتدخل في الانتخابات الخارجية روسيا إيران والصين. يُعتقد أن روسيا هي الدولة الأكثر نشاطًا في استهداف الانتخابات الرئاسية لعام 2024 من خلال عمليات التأثير التي تقوم بها «بنشر الصور الاصطناعية ومقاطع الفيديو والصوت والنصوص عبر الإنترنت»، وفقًا لمسؤولي الاستخبارات الأمريكية. أفادت التقارير أن إيران نشرت منشورات وقصصًا مزيفة على وسائل التواصل الاجتماعي واستهدفت «جميع الأطياف السياسية حول القضايا المثيرة للجدل أثناء الانتخابات الرئاسية». استخدمت الحكومة الصينية «عمليات تأثير أوسع» تهدف إلى تكوين صورة عالمية و«تضخيم الموضوعات المثيرة للانقسام في الولايات المتحدة مثل تعاطي المخدرات والهجرة والإجهاض». على سبيل المثال، استخدمت تمويه البريد العشوائي ‏ بشكل متزايد الذكاء الاصطناعي التوليدي لعمليات التأثير.
خارج إطار الانتخابات الأمريكية، يُظهر مقطع فيديو مُزيف لرئيسة مولدوفا المؤيدة للغرب، مايا ساندو، دعمها لحزب سياسي مُقرب من روسيا. ويعتقد المسؤولون في مولدوفا أن الحكومة الروسية تقف وراء هذا النشاط. زعيم الحزب الليبرالي في سلوفاكيا قام بتزوير مقاطع صوتية تتحدث عن «تزوير الأصوات ورفع سعر البيرة». استخدمت الحكومة الصينية الذكاء الاصطناعي لإثارة المخاوف بشأن التدخل الأمريكي في تايوان. أظهر مقطع فيديو مزيف ظهر على وسائل التواصل الاجتماعي مقطع فيديو مزيف لنائب رئيس لجنة القوات المسلحة في مجلس النواب الأمريكي وهو يعد «بتقديم دعم عسكري أمريكي أقوى لتايوان إذا تم انتخاب مرشحي الحزب الحالي في يناير».

## أخلاقيات استخدام الذكاء الاصطناعي في الحملات السياسية
مع تزايد استخدام الذكاء الاصطناعي والأدوات المرتبطة به في الحملات السياسية والرسائل، أثيرت العديد من المخاوف الأخلاقية. استخدمت الحملات الذكاء الاصطناعي بعدة طرق، بما في ذلك كتابة الخطب، وجمع التبرعات، والتنبؤ بسلوك الناخبين، والمكالمات الآلية المزيفة، وتوليد الأخبار المزيفة. في الوقت الحالي لا توجد قواعد فيدرالية أمريكية عندما يتعلق الأمر باستخدام الذكاء الاصطناعي في الحملات الانتخابية، وبالتالي فإن استخدامه قد يقوض ثقة الجمهور. ومع ذلك، وفقًا لأحد الخبراء: «إن العديد من الأسئلة التي نطرحها حول الذكاء الاصطناعي هي نفس الأسئلة التي طرحناها حول الخطابة والإقناع لآلاف السنين».
مع تزايد الرؤى حول كيفية استخدام الذكاء الاصطناعي، أصبحت المخاوف أوسع بكثير من مجرد توليد معلومات مضللة أو أخبار كاذبة. إن استخدامها من قبل السياسيين والأحزاب السياسية «لأغراض غير خبيثة بشكل واضح» يمكن أن يثير أيضًا مخاوف أخلاقية. على سبيل المثال، أصبح استخدام «التزييفات الناعمة» أكثر شيوعًا. قد تكون هذه صورًا أو مقاطع فيديو أو مقاطع صوتية مُعدّلة، غالبًا من قِبل فرق الحملات الانتخابية، «لجعل المرشح السياسي يبدو أكثر جاذبية». ومن الأمثلة على ذلك الانتخابات الرئاسية في إندونيسيا، حيث ابتكر المرشح الفائز صورًا رمزية كرتونية وروج لها بهدف إعادة صياغة صورته.
لقد تأثرت طريقة حصول المواطنين على المعلومات بشكل متزايد بالذكاء الاصطناعي، وخاصة من خلال المنصات عبر الإنترنت ووسائل التواصل الاجتماعي. تشكل هذه المنصات جزءًا من أنظمة معقدة وغير شفافة يمكن أن تؤدي إلى «تأثير كبير على حرية التعبير»، مع تعميم الذكاء الاصطناعي في الحملات الانتخابية مما يخلق أيضًا ضغوطًا هائلة على «الأمن العقلي للناخبين». مع شيوع استخدام الذكاء الاصطناعي في الحملات السياسية، إلى جانب العولمة، أصبح من الممكن استخدام محتوى «عالمي» أكثر بحيث تصبح الحدود الإقليمية أقل أهمية. في حين يصطدم الذكاء الاصطناعي بعمليات التفكير لدى البشر، فإن خلق «سلوكيات خطيرة» قد يحدث مما يؤدي إلى تعطيل مستويات مهمة من المجتمع والدول القومية.

## وصلات خارجية
- «تحطيم الأمن: إبقاء الأضواء مضاءة بعد هجوم برامج الفدية» - بودكاست يتضمن مناقشة حول استخدام الذكاء الاصطناعي في الانتخابات الهندية (17 دقيقة و37 ثانية - 29 دقيقة و11 ثانية). 25 أبريل 2024.